# イ・ジヌク
イ・ジヌク（朝: 이 진욱、1981年9月16日 - ）は、韓国の俳優。BHエンターテインメント所属。身長185cm、体重71kg、血液型A型。家族は父、母、姉、本人。

## 経歴
- 忠清北道出身。清州大学校環境工学部卒業。CMモデルを勤めた後、俳優に転身。
- 2004年、MBCで放送されたドラマ、ベスト劇場『不良少女』でデビュー。
- 2007年から2011年にかけて、女優のチェ・ジウと交際していた[2] [3]。

## 出演作品

### テレビドラマ
- 不良少女（2004年、MBC）
- 復活（2005年、KBS） - スティーブン・リー役
- 恋愛時代（2006年、SBS） - ミン・ヒョンジュン役
- スマイル・アゲイン（2006年、SBS） - ユン・ジェミョン役
- サムデイ（2006年、OCN） - イム・ソクマン役
- エア・シティ（2007年、MBC） - カン・ハジュン役
- ビフォア＆アフター整形外科（2008年、MBC） - ハン・ゴンス役
- 強敵たち（2008年、KBS） - カン・スホ役
- ガラスの城（2008年、SBS） - キム・ジュンソン役
- 家に帰る道（2009年、KBS） - イ・ジヌク（本人）役
- ラブ・ミッション〜スーパースターと結婚せよ!〜（2011年、KBS） - チェ・リュ役
- ロマンスが必要2（2012年、tvN） - ユン・ソクヒョン役
- ナイン〜9回の時間旅行〜（2013年、tvN） - パク・ソヌ役
- 三銃士（2014年、tvN） - 昭顕世子役
- 君を愛した時間（2015年、SBS） - チェ・ウォン役
- グッバイ・ミスターブラック（2016年、MBS） - チャ・ジウォン役
- リターン〜真相〜（2018年、SBS） - トッコ・ヨン役
- ボイス2（2018年、OCN） - ト・ガンウ役
- ボイス3（2019年、OCN） - ト・ガンウ役
- Sweet Home〜俺と世界の絶望〜（2020年、Netflix） - ピョン・サンウク役
- 不可殺（2021年、tvN） - ダン・ファル役
- 結婚白書（2022年、Kakao TV） - ソ・ジュンヒョン役
- 私のヘリへ ～惹かれゆく愛の扉～（2024年、ENA）- チョン・ヒョノ役[4]
- エスクワイア: 弁護士を夢見る弁護士たち　（2025年、JTBC）- ユン・ソクフン役

### 映画
- 総合病院 The Movie 千日間（2000年）
- マルチュク青春通り（2004年）
- 卑劣な街（2006年）
- 怪しい彼女（2014年）
- 標的（2014年）
- ビューティー・インサイド（2015年）
- ポイントブランク ～標的にされた男～（朝鮮語版）（2015年）
- 虎より怖い冬の客（2018年）
- 上流社会（2018年）
- ハッピーニューイヤー（2021年）